# 克里斯·艾恩涅塔
克里斯多福·多米尼克·艾恩涅塔（英語：Christopher Domenic Iannetta，1983年4月8日—），為前美國職棒大聯盟的捕手。他生涯曾效力於洛磯、天使、水手與響尾蛇等隊。

## 職業生涯

### 科羅拉多洛磯

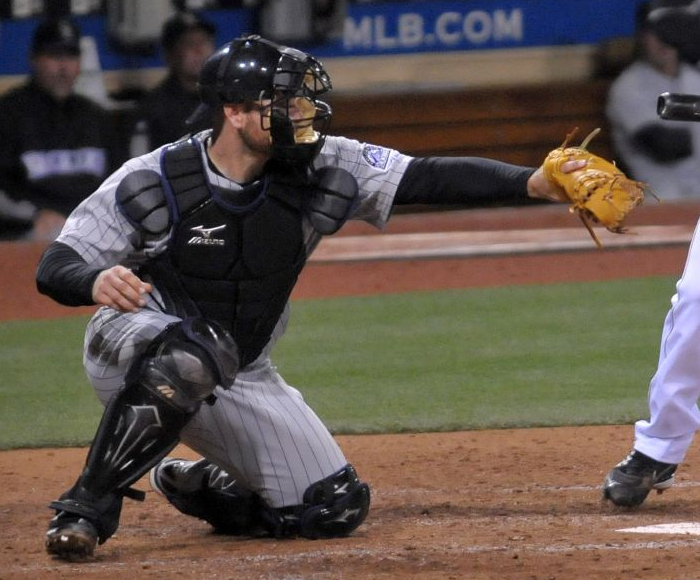
2008年的艾恩涅塔

2004年美國職棒大聯盟選秀，洛磯在第四輪選進艾恩涅塔。他先從1A開始打起，並在隔年升上高階1A。2006年，艾恩涅塔升上2A，並在季中升上3A。
2006年8月27日，艾恩涅塔登上大聯盟。他在初登場就敲出大聯盟首安，過沒幾場比賽便敲出首轟。整季他出賽21場比賽，並敲出2轟與10分打點。
2007年，他成為球隊主戰捕手。不過這年他表現相當掙扎，最後反而回到替補。整季他的打擊率為2成18，並敲出4轟與27分打點。這年洛磯一路闖進世界大賽，最後被紅襪橫掃淘汰。
2008年，艾恩涅塔繳出2成64的打擊率，並敲出18轟與65分打點。隔年他的打擊率為2成28，並敲出16轟與52分打點。2010年，他的打擊率僅有1成91，並敲出9轟與27分打點。2011年，他繳出2成38的打擊率，並敲出14轟與55分打點。

### 洛杉磯安那罕天使
2011年11月30日，洛磯將艾恩涅塔與Tyler Chatwood交易到天使。2012年5月2日，他接捕了傑瑞·威佛的無安打比賽。整季他繳出2成40的打擊率，並敲出9轟與26分打點。球季結束後，他與球隊續約三年1555萬美元的合約。

### 西雅圖水手
2015年11月23日，艾恩涅塔與水手簽下一年425萬美元的合約。

### 亞利桑那響尾蛇
2017年1月13日，艾恩涅塔與水手簽下一年150萬美元的合約。5月13日，他在比賽中被觸身球擊中臉部，造成鼻骨斷裂四顆牙齒碎裂，嘴唇還縫了好幾針。

### 重返科羅拉多
2017年12月8日，艾恩涅塔與洛磯簽下2年合約。他在2019年8月13日遭到指定讓渡。

### 紐約洋基
2020年1月9日，艾恩涅塔與洋基簽下小聯盟約。8月1日，艾恩涅塔遭到釋出。他也在8月8日宣布退休。

## 生涯打擊成績
| 出賽次數 | 打席 | 打數 | 得分 | 安打 | 二安 | 三安 | 全壘打 | 打點 | 盜壘 | 保送 | 三振 | 打擊率 | 上壘率 | 長打率 | OPS  |
| -------- | ---- | ---- | ---- | ---- | ---- | ---- | ------ | ---- | ---- | ---- | ---- | ------ | ------ | ------ | ---- |
| 1197     | 4253 | 3563 | 449  | 820  | 181  | 11   | 141    | 502  | 11   | 576  | 1024 | .230   | .345   | .406   | .751 |

## 國際賽
2009年，艾恩涅塔代表美國參加世界棒球經典賽。他們一家目前定居在麻薩諸塞州。

## 個人生活
艾恩涅塔在2009年結婚，並育有1女。

## 外部連結
- 球員資訊和成績在MLB，ESPN，Baseball-Reference，Fangraphs（英文）